# Veldhuizen (Zevenaar)
Veldhuizen is een buurtschap in de Nederlandse gemeente Zevenaar, gelegen in de provincie Gelderland. De adressen in de buurtschap vallen onder Babberich. Veldhuizen telt zo'n 35 inwoners en ligt in een oostelijk uithoekje van de gemeente tussen Kwartier en Beek. De buurtschap ligt pal naast verzorgingsplaats Bergh (Zuid) en tegen de grens aan; aan de Duitse kant van de grens ligt de Emmerikse buurtschap Feldhuisen. Door een gemeentelijke grenswijziging in 2005 is de buurtschap deels van de voormalige gemeente Bergh (nu Montferland) naar de gemeente Zevenaar overgegaan.
Stad: Zevenaar      Dorpen: Aerdt · Angerlo · Babberich · Giesbeek · Herwen · Lathum · Lobith · Oud-Zevenaar · Pannerden · Spijk · Tolkamer

Buurtschappen: Aerdenburg · Bahr · Bevermeer · Bingerden · Geitenwaard · Holthuizen · Kijfwaard · Kwartier · Ooy · Oud-Dijk (deels) · Tuindorp · Veldhuizen · Zweekhorst

Voormalige gemeenten: Angerlo · Rijnwaarden

Gelderland: Steden en dorpen in Gelderland      Nederland: Provincies · Gemeenten